# Иштван Тот
Иштван Тот (мађ. Tóth Sándor Dezső István) је био мађарски фудбалер, репрезентативац и тренер који је играо на позицији нападача. Био је члан мађарске олимпијске репрезентације на Летњим олимпијским играма 1912. Био је неискоришћени резервни играч за време игара и није играо меч на фудбалском турниру 1912. године. За репрезентацију Мађарске одиграо је 19 утакмица и постигао 8 голова. Касније је имао тренерску каријеру, наизменично је водио тимове у Мађарској и Италији.
По повратку из Италије и служећи као резервни официр у мађарској војсци, током Другог светског рата постао је члан мађарског антифашистичког отпора након мађарске инвазије Немачке, у сарадњи са бившим саиграчем Гезом Кертезом је поогао неколико стотини људи да се сакрију и побегну од фашистичког терора и из нацистичког притвора и смрти. Њега и Кертеза је крајем 1944. ухапсио немачки Гестапо и били су погубљени у фебруару 1945. у Будимпешти од стране Хитлерових мађарских савезника, Салашијевих приврженика Стреличастог крста.
Његово и Кертезово тело поново су сахрањени после рата у априлу 1946. на гробљу Керепеши у Будимпешти.

## Играчка каријера
Каријеру је започео у БТК-у и, када је неколико људи напустило клуб 1906. године и основало Национални спортски клуб, Поћа Тот је био са онима који су отишли. Године 1909. са својим новим удружењем освојио је другоразредно првенство. Следеће сезоне су завршили на трећем месту у Дивизији I иза ФТК-а и МТК-а. Исте сезоне је већ дебитовао у репрезентацији.
Постао је фудбалер Ференцвароша између 1912. и остао у клубу све до 1926. године и са Ференцварошем је постао двоструки шампион и освајач купа. За Ференцварош је играо на 372 утакмице (197 лига, 116 међународних, 59 домаћих наградних утакмица). Постигао је укупно 128 голова (63 лига, 65 осталих).
У репрезентацији се појавио 19 пута између 1909. и 1926. године и постигао 8 голова. Године 1912. учествовао је на Олимпијским играма у Стокхолму, али није играо ни на једној утакмици.

## Тренерска каријера
Био је први професионални тренер Ференцвароша између 1925. и 1930. године. Са Ференцварошем је освојио три шампионске титуле, једну титулу у Средњоевропском купу и две победе у мађарском купу. Његов тим је 21. јула 1929. у Монтевидеу победио двоструког олимпијског шампиона и будућег светског првака Уругвај са 3:2.
Састав Ференцвароша који је победио Уругвај:
Амсел, Хунглер II, Пап, Фурман, Букови, Обиц, Разо, Такач II, Тураи, Толди, Кохут.
Голови: Разо, Такач II (2).
Између 1930. и 1939. тренирао је италијанску екипу Трестина три пута, укупно четири сезоне, а једну сезону је тренирао Интернационале. Између 1932. и 1934. био је тренер Ујпешта. Прво је био консултант у Електромошу, а затим тренер клуба од октобра 1937. године.

## Достигнућа

### Играч
- Летње олимпијске игре
  - 5.: 1912. Стокхолм
- Првенство Мађарске
  - шампион: 1912/13, 1925/26.
- Куп Мађарске
  - победник: 1912/13, 1921/22.

### Тренер
- Првенство Мађарске
  - шампион: 1925/26, 1926/27, 1927/28, 1932/33.
- Куп Мађарске
  - победник: 1926/27, 1927/28.
- Средњоевропски куп
  - победник: 1928.